# Erik Wilkenson

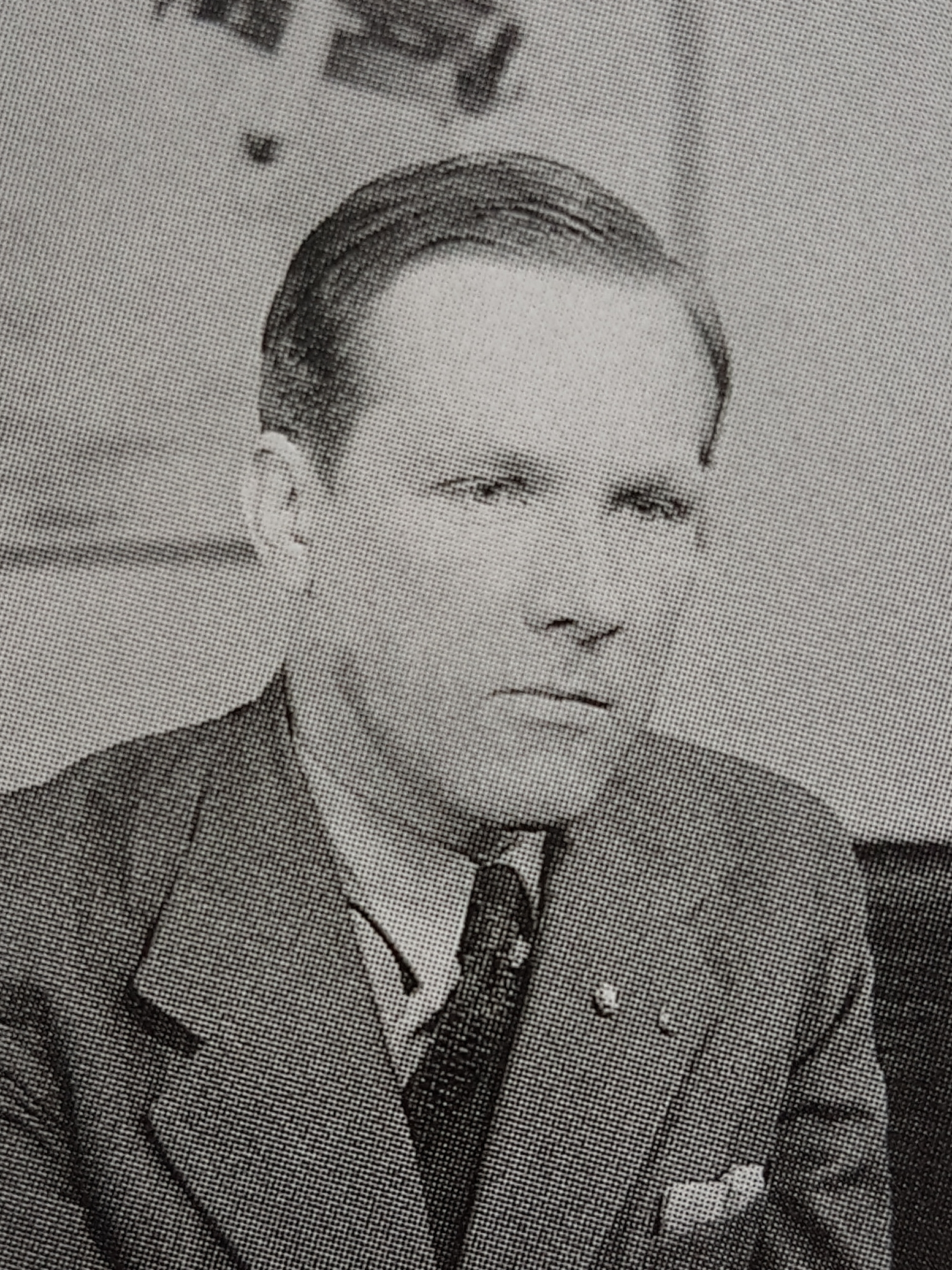
Erik Wilkenson

Erik A. Wilkenson, född 4 september 1914, död 9 december 1991, var en svensk ingenjör och uppfinnare.
Erik Wilkenson tog civilingenjörsexamen vid Kungliga Tekniska Högskolan (KTH) och utbildades därefter till jaktflygare vid F 8 Barkarby.
Anställdes den 1 oktober 1938 vid Svenska Aeroplan AB (Saab AB) och var en av de första unga ingenjörer som kom till Saab med utbildning i modern flygteknik. 
1940 utvecklade han den teknik som användes vid dykbombfällning i svenska Flygvapnet. Han uppfann ett bombsikte som automatiskt beräknade fällningsdata och därmed förenklade bombfällningen samtidigt som träffsäkerheten ökade. Detta sikte blev en stor framgång för Saab och Flygvapnet. B 17, B 18B, A 21, A 29B Tunnan och A 32A Lansen utrustades med utvecklade versioner, vilket blev grunden, först för Saabs apparatavdelning, senare Saab Instruments AB i Jönköping (idag Combitech). Även det amerikanska bombflygplanet Boeing B-47 Stratojet utrustades med siktet.
Som uppfinnare ägnade han sig 1960-1961 i Västtyskland åt att utveckla en enkel och lättskött kamera. 1963 kom resultatet Wilca Automatic, avsedd för 16 mm film och bildformatet 10x14 mm. Kameran ledde inte till någon stor framgång, förmodligen p.g.a. att småbildsfilmen på 35 mm introducerades samma år. Tillverkningen lades ned efter omkring 200 exemplar. Detta har i sin tur lett till att kameran idag är en raritet bland samlare.